# Дебелец
Дебелец (болг. Дебелец) — город в Болгарии. Находится в Великотырновской области, входит в общину Велико-Тырново. Население составляет 4074 человека.

## История
Первые сведения о селе Дебелец содержатся в документе середины XV века “Регистъра на тимарите в Търновско”. Из сего документа явствует, что село это около того времени получил в служебный лен турецкий офицер Пир-Гаиб.
Впрочем, в первые века турецкого ига колонизация Тырновского края была незначительна. И население Дебельца было преимущественно болгарским. Ситуация изменилась после Первого Тырновского восстания 1598 года. В наказание за бунт и как превентивная мера османскими властями была проведена акция по размещению мусульманских семейств в болгарских сёлах. Предание повествует, что в то время в Дебелец прибыли несколько турецких беев, и был между ними Гяур Махмуд – болгарин-потурченец, родом из села Бутров (Русенской околии), возглавивший 12 семейств таких же болгар-мусульман. От них произошли известные дебельские роды - Гудевцы и Боневы.
С другой стороны, потомками дебельчан Хаджигеоргиевых были два известных болгарских авантюриста - Коста Паница и его племянник Тодор Паница.

## Политическая ситуация
В местном кметстве Дебелец, в состав которого входит Дебелец, должность кмета (старосты) исполняет Димитр Георгиев Димитров (Болгарская социалистическая партия (БСП)) по результатам выборов.
Кмет (мэр) общины Велико-Тырново — Румен Рашев (независимый) по результатам выборов.